# Воинка (станция)
Воинка (укр. Воінка) — железнодорожная станция в Крыму на линии Джанкой - Армянск.

## История
Станция открыта в 1935 году. Названа по одноимённому селу, основанному в 1885 году.

## Пригородное сообщение
Пригородные поезда отправляются в Армянск и Феодосию.